# Ku-диапазон
Ku-диапазон (произносится ˌkeɪˈjuː — кей-ю) — диапазон частот сантиметровых длин волн, используемых в спутниковом телевидении. По определению IEEE, этот диапазон простирается от 12 до 18 ГГц электромагнитного спектра (длины волн от 2,5 до 1,67 см). В спутниковой связи к этому диапазону также относят часть X-диапазона: в этом случае диапазон Ku лежит между 10,7 и 18 ГГц..
Название происходит от выражения нем. Kurz-unten — буквально «короткий-нижний», обозначающее полосу ниже K-диапазона (нем. Kurz — «короткого»).

## Спутниковое телевидение
Для спутникового телевидения используются два основных диапазона: Ku-диапазон (10,7—12,75 ГГц) и С-диапазон (3,5—4,2 ГГц). Европейские спутники вещают преимущественно в Ku-диапазоне. Российские и азиатские спутники обычно ведут вещание в обоих частотных диапазонах. Ku-диапазон имеет практическое преимущество перед С-диапазоном. Ввиду более короткой длины электромагнитной волны приём сигналов Ku-диапазона возможен параболической антенной небольших размеров, диаметром менее 1 метра.
Ku-диапазон условно разбит на три поддиапазона:
- Первый поддиапазон (10,7—11,7 ГГц) носит название диапазон FSS.
- Второй поддиапазон (11,7—12,5 ГГц) называется DBS-диапазоном.
- Третий поддиапазон (12,5—12,75 ГГц) иногда называется по имени французских спутников Telecom, использующих для вещания эти частоты[2][3][4].

Соответственно, и Ku-конвертеры бывают трёх типов: однодиапазонные с полосой частот 10,7—11,7 ГГц, двухдиапазонные — 10,7—12,5 ГГц и трёхдиапазонные (англ. Full Band, Wide Band, Triple) с полосой частот 10,7—12,75 ГГц. Данный[какой?] вид конвертеров используется, в частности, для приёма сигнала со спутников Eutelsat W4 и W7 (НТВ+, Триколор).

## Другие частотные диапазоны
Диапазоны в различных системах обозначений различаются, в таблице приведены диапазоны согласно классификации IEEE:
| Название диапазона | Частотный диапазон, ГГц | Частотный диапазон, ГГц |
| Название диапазона | в радиолокации          | в спутниковой связи     |
| ------------------ | ----------------------- | ----------------------- |
| L                  | 1,0—2,0                 | 1,0—2,0                 |
| S                  | 2,0—4,0                 | 2,0—4,0                 |
| C                  | 4,0—8,0                 | 3,4—8,0                 |
| X                  | 8,0—12,0                | 7,0—10,7                |
| Ku                 | 12,0—18,0               | 10,7—18,0               |
| K                  | 18,0—26,5               | 18,3—20,2; 27,5—31,5    |
| Ka                 | 26,5—40,0               |                         |